# Султанов Абдулла Афзалович
Абдулла Афзалович Султанов (башк. Абдулла Афзал улы Солтанов; 25 вересня 1928, аул Кубагушево, Там'ян-Катайський кантон Башкирської АРСР — 17 серпня 2023) — радянський і російський співак і кураїст. Заслужений працівник культури Башкирської АРСР (1986), народний артист Башкортостану (1996). Лауреат Республіканської премії імені Салавата Юлаєва (1992).

## Біографія
Султанов Абдулла Афзалович народився 25 вересня 1928 року в селі Кубагушево Там'ян-Катайського кантону Башкирської АРСР.
Володіє голосом широкого діапазону більше двох октав. Прославився як виконавець башкирських народних пісень (особливо у жанрі озон-кюй). Народний артист Башкортостану (1996), заслуженный працівник культури Башкирської АРСР (1986). Лауреат Республіканської премії імені Салавата Юлаєва «за видатну виконавську майстерність і внликий внесок у пропаганду пісенної творчості»